# 莫妮卡·克努森
莫妮卡·克努森（挪威語：Monica Knudsen，1975年3月25日—），生于阿伦达尔，挪威女子足球运动员。她曾代表挪威国家队参加2000年夏季奥林匹克运动会足球比赛，获得一枚金牌。